# Akšak
Akšak (auch: Akschak, Akshak; 𒌔𒆠) war eine Stadt der Sumerer in Mesopotamien.

## Lage
Die genaue Lage der Stadt ist heute unbekannt, sie lag wohl an der späteren Nordgrenze des Reichs von Akkad, nach Auskunft klassischer Autoren an der Stelle, wo Tigris und Euphrat am nächsten beisammen seien. Sie wurde verschiedentlich mit der Stadt Upi identifiziert. Zu Beginn des 20. Jahrhunderts vermuteten Archäologen Akšak auf dem Tell ʿUmar in der Nähe von Upi, dieser stellte sich allerdings als die Stätte von Seleukia-Ktesiphon heraus. Nach Angaben aus den Tontafel-Archiven von Mari wird die Stadt auch im Flusstal von Diyala lokalisiert.

## Geschichte
Über die Geschichte der Stadt ist nur soviel bekannt, wie aus Erwähnungen in den Aufzeichnungen anderer Städte hervorgeht.
Akšak wird in mehreren Keilschrifttexten erwähnt, wobei die frühesten Erwähnungen ungefähr auf das Jahr 2500 vor Christus datiert werden:
Die Stadt war ein Kriegsgegner von Lagaš: der dortige König Eanatum, auch bekannt durch den Lagaš-Umma-Krieg, rühmte sich der Eroberung von Kiš und Akšak und der Niederschlagung des dortigen elamischen Königs, Zuzu. Ein weiterer Text erwähnt die Plünderung Akšaks durch den König Enšakušana von Uruk. In Dumuzis Traum wird die Titelfigur der Geschichte, der König von Uruk, durch jeweils zwei Männer aus sumerischen Städten entthront. In der Auflistung der Städte erscheint auch Akšak. In einer Legende der Inanna verlässt die Göttin die ihr geweihten Stätten und steigt in die Unterwelt herab. Für Akšak wird berichtet, dass sie den Anzagar verlässt. Die Sumerische Königsliste überliefert außerdem noch folgende Könige von Akšak für etwa das 24. oder 23. vorchristliche Jahrhundert: Unzi, Undalulu, Urur, Puzur-Niraḫ, Išu-Il, Šu-Sin, gibt aber in verschiedenen erhaltenen Versionen unterschiedliche Regierungszeiten. Von diesen Regenten wird Puzur-Nirah auch in der Weidner-Tafel (ABC 19) erwähnt als König Akšaks zu der Zeit, als Kubaba von Kiš zur Herrin aller sumerischen Städte erhoben worden sein soll. Akšak wird auch in den Tafeln von Ebla erwähnt.
Akšak gehörte damit wohl zwischen 2500 und 2350 vor Christus zu den bedeutenden Städten in Mesopotamien und wird wohl um 2400 eine dominante Stellung unter diesen gehabt haben. Um 2350 wurden die meisten südmesopotamischen Städte durch Lugal-Zagesi von Umma erobert, darunter auch Akšak. Die Länder des Lugal-Zagesi fielen nach der Niederwerfung Ummas durch Sargon an das Reich von Akkad. In diesem Zusammenhang findet der Ort eine weitere Erwähnung, als in der Regierungszeit von Šar-kali-šarri (um das Jahr 2200) elamische Invasoren nahe der Stadt besiegt wurden.